# 制度による教育学
制度による教育学とは、20世紀のフランスにおいて、フェルナン・ウリとレイモン・フォンヴィエイユが創始した、教育法である。対話に重点を置き、子供たちに主体的に学級の運営に参加させることで、学ぶことの喜びや主体性を教える。「仏: Quoi de neuf? （今朝の言いたいこと）」という毎朝の時間は、生徒に自由に発表をさせ、家庭から学校の時間への移行と、話すことの訓練を行う。他に毎週自由討論の時間があり、様々なことを討議しながら、生徒は自らルール作り、制度作りに参加する。自分たちで学校のプログラムを作りながら前に進んでゆく学校である。また柔道の段位システムから、生徒に帯のようなものをつけさせ、その修練度レベルをいつも表示させている。